# Maison des Tourelles (Reims)
Pour les articles homonymes, voir Maison des Tourelles.
La maison des Tourelles est un immeuble situé 3 
Rue des Tournelles à Reims, en France.

## Histoire

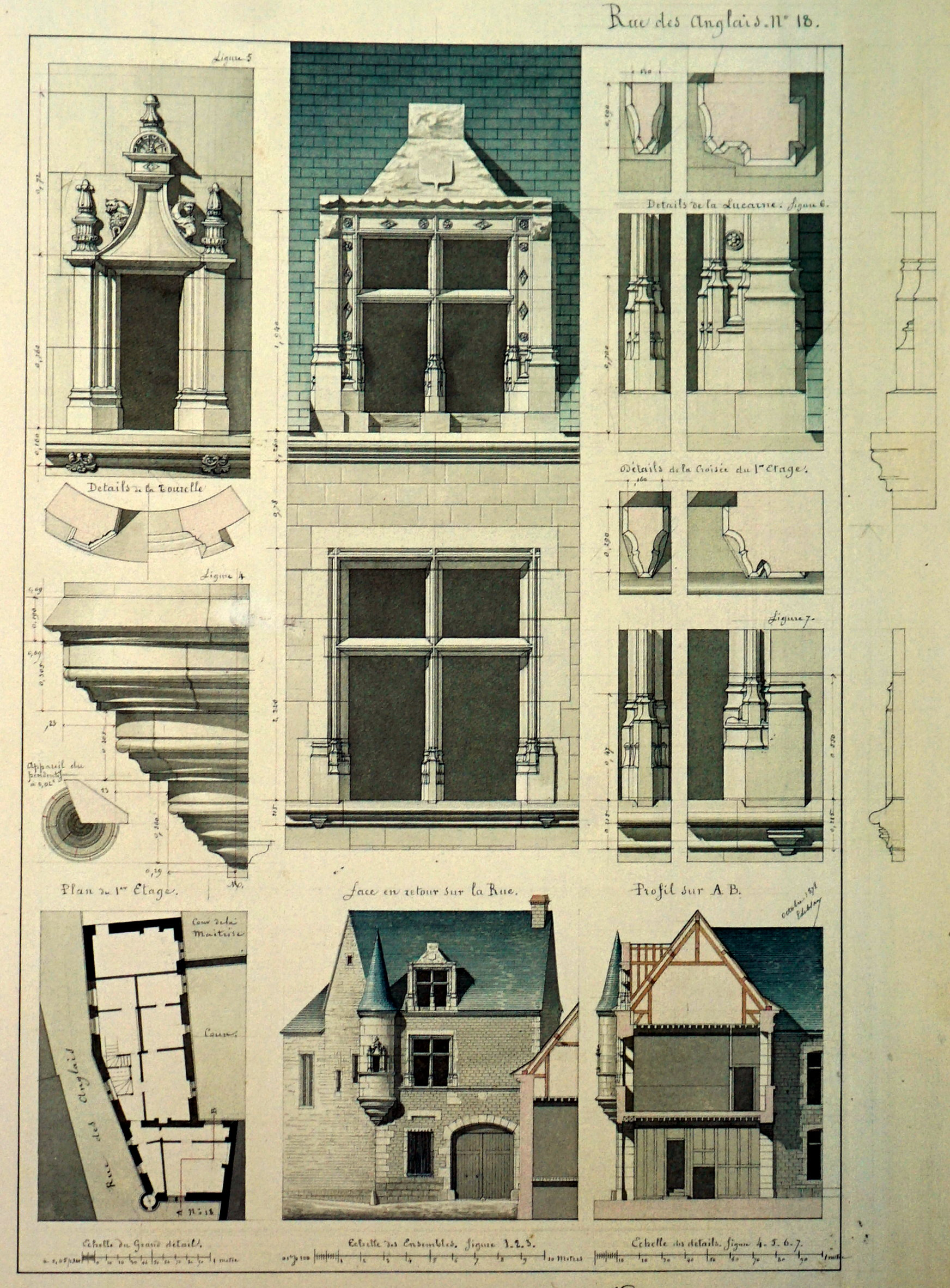
Sa description par Leblan.

La Maison dite « des Tourelles » était située à l'angle de la rue des anglais et de la rue d'anjou avant sa reconstitution.

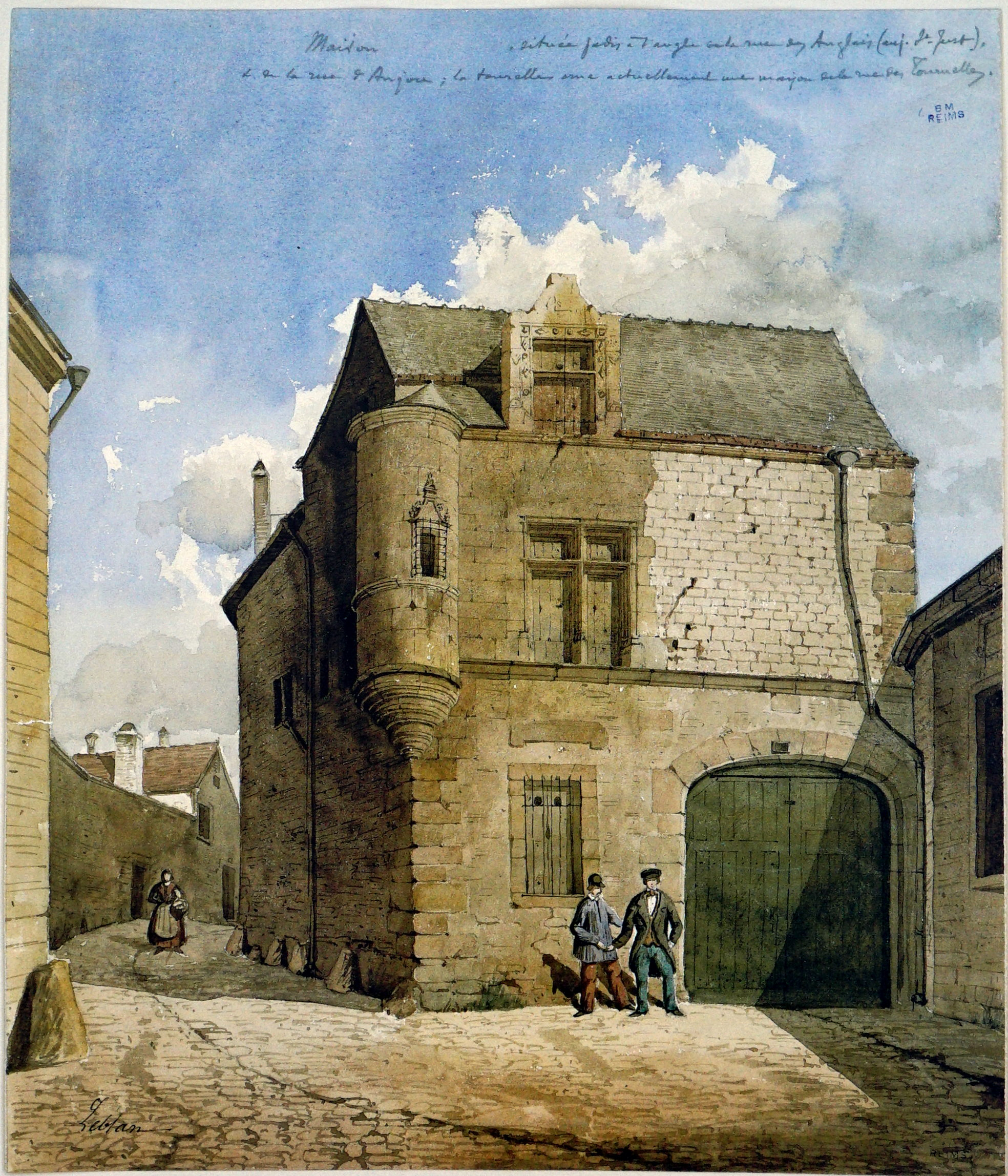
Maison à tourelle rue des anglais.

Cette maison a fait l’objet de nombreux dessin réalisé par Engène Leblan.

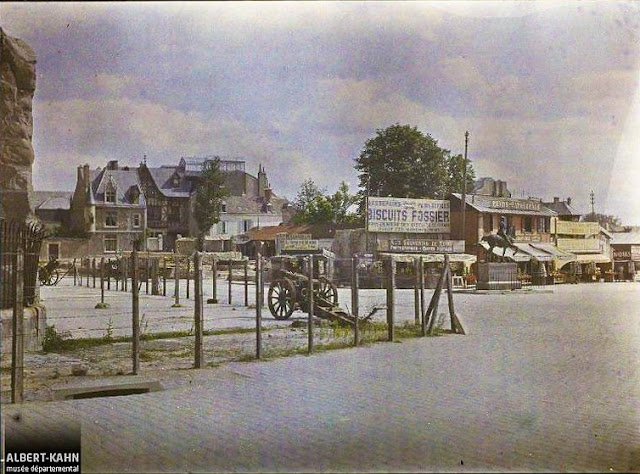
En 1922, déplacée.

La Maison des Tourelles est aujourd’hui  située 3 Rue des Tournelles. Elle a été construite à partir de 1898 par l’architecte Léon Margotin en récupérant des fragments de l’édifice Renaissance en cours de destruction située 18 rue des anglais et avec la reconstitution de la tourelle.
Elle jouxte, au n°1, la maison construite en 1927 par le fils de Léon Margotin, Marc Margotin. Cette maison a reçu le label Patrimoine du XXe siècle.

## Architecture
La principale caractéristique du bâtiment, qui est à l'origine de son nom, était la présence d’une avancée en forme de tourelle.